# Leptotarsus arenarius
Leptotarsus arenarius är en tvåvingeart som först beskrevs av Alexander 1950.  Leptotarsus arenarius ingår i släktet Leptotarsus och familjen storharkrankar. Inga underarter finns listade i Catalogue of Life.